# Prueba de Montenegro

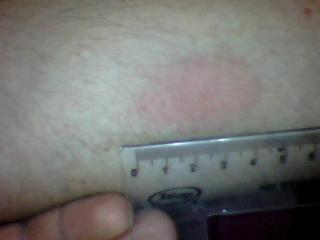
Reacción de Montenegro positiva después de 48 horas.

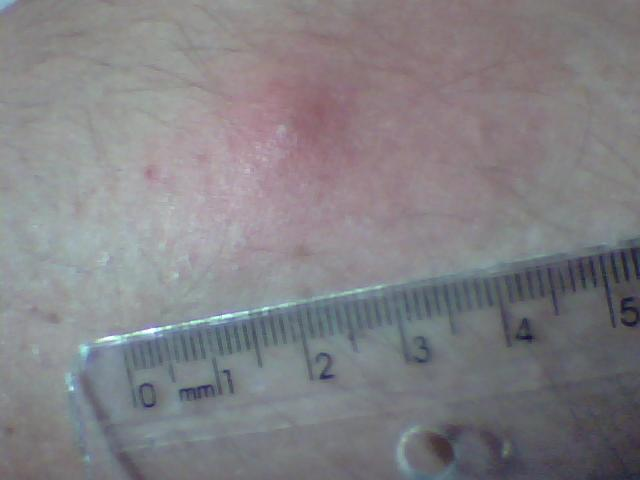
Reacción de Montenegro positiva después de 72 horas.

La prueba de la intradermo-reacción de Montenegro o de Leishmanina es una de las pruebas más usadas[cita requerida] en el mundo para el diagnóstico de leishmaniasis, sobre todo para estudios epidemiológicos. Consiste en la inoculación de extractos parasitarios de Leishmania spp. en la piel. 
Si el paciente tiene la enfermedad, se genera una reacción de hipersensibilidad de tipo celular (tipo IV), caracterizada por el rubor y tumefacción del área inoculada. 
Esta prueba es semejante a la tuberculina usada para el diagnóstico de tuberculosis. Entre los inconvenientes de la prueba es que no distingue entre las eventuales infecciones anteriores y las actuales.